# Pojo (Cochabamba)
Pojo ist eine Ortschaft im Departamento Cochabamba im südamerikanischen Anden-Staat Bolivien.

## Lage im Nahraum
Pojo ist zentraler Ort des Kanton Pojo und Verwaltungssitz des Municipios Pojo in der Provinz Carrasco. Die Ortschaft liegt auf einer Höhe von 1982 m am linken Ufer des Río Pojo, der im weiteren Verlauf in den Río Mizque mündet.

## Geographie
Pojo liegt am südöstlichen Rand des Gebirgszuges der Cordillera Oriental, der den Übergang vom bolivianischen Tiefland zu den Hochgebirgsketten der Anden bildet. Das Klima ist mild-gemäßigt und ein typisches Tageszeitenklima, bei dem die Temperaturunterschiede zwischen Tag und Nacht deutlicher ausgeprägt sind als zwischen den Jahreszeiten.
Die Jahresdurchschnittstemperatur beträgt 20 °C und schwankt nur unwesentlich zwischen 17 °C im Juli und knapp 22 °C im November und Dezember. Der Jahresniederschlag von 640 mm weist eine für die Landwirtschaft ausreichende Menge auf und erreicht in den Sommermonaten von Dezember bis Februar Monatswerte zwischen 100 und 125 mm; die Trockenzeit mit Werten deutlich unter 40 mm von April bis Oktober ist jedoch verhältnismäßig lang.

## Verkehrsnetz
Pojo liegt in einer Entfernung von 200 Straßenkilometern südöstlich von Cochabamba, der Hauptstadt des Departamentos.
Von Cochabamba aus führt die asphaltierte Nationalstraße Ruta 7 in ostsüdöstlicher Richtung über Tolata und Epizana nach Pojo, von dort weiter über Comarapa, Mairana und Samaipata nach Santa Cruz.

## Bevölkerung
Die Einwohnerzahl des Ortes war in den vergangenen beiden Jahrzehnten Schwankungen unterworfen, ist aber nur geringfügig angestiegen:
| Jahr | Einwohner | Quelle       |
| ---- | --------- | ------------ |
| 1992 | 505       | Volkszählung |
| 2001 | 706       | Volkszählung |
| 2012 | 584       | Volkszählung |
| 2024 |           | Volkszählung |

Die Region weist einen hohen Anteil an Quechua-Bevölkerung auf, im Municipio Morochata sprechen 96,9 Prozent der Bevölkerung Quechua.